# ويليام باترسون (سياسي كندي)
ويليام باترسون هو سياسي كندي، ولد في 11 ديسمبر 1908، وتوفي في 13 فبراير 1996. حزبياً، نشط في حزب الائتمان الاجتماعي في ألبرتا ‏. وقد انتخب عضو الجمعية التشريعية ألبرتا.